# Philadelphus dasycalyx
Philadelphus dasycalyx är en hortensiaväxtart som först beskrevs av Alfred Rehder, och fick sitt nu gällande namn av Shiu Ying Hu. Philadelphus dasycalyx ingår i släktet schersminer, och familjen hortensiaväxter. Inga underarter finns listade i Catalogue of Life.